# Alienoid 2
Alienoid 2 sau Alienoid Partea a 2-a (în hangul: 외계+인 2부; RR: Euigye+in 2-bu) este un film sud-coreean din 2024 în regia lui Choi Dong-hoon, cu Ryu Jun-yeol, Kim Woo-bin și Kim Tae-ri în rolurile principale. Este a doua parte a filmului din 2022 Alienoid și spune povestea oamenilor și călugărilor care încearcă să salveze pe toți, întorcându-se în prezent, în timp ce secretele ascunse sunt dezvăluite în bătălia acerbă pentru noua sabie. Este programat să aibă premiera la 10 ianuarie 2024.

## Distribuție
- Ryu Jun-yeol – Mureuk, el crește treptat pe măsură ce stăpânește magia adevărată[7]
- Kim Woo-bin – Tunet, el deschide ușa timpului[8]
- Kim Tae-ri – Lee Ahn, ea încearcă să se întoarcă în viitor pentru a-i proteja pe toți[9]
- Kim Eui-sung – Ja-jang, un om mascat care vrea sabia divină.
- Lee Hanee – Min Gae-in, ea descoperă secretele extratereștrilor.
- Yum Jung-ah – Heug-seol, un magician din Samgaksan.
- Jo Woo-jin –  Cheong-woon, un magician din Samgaksan (Piscurile Duble)[10]
- Jin Seon-kyu – Neung-pa, spadasin orb, care încearcă să-și deschidă ochii furând sabia divină[11]

## Producție
Ambele părți ale seriei Alienoid au fost filmate împreună, filmările au început în martie 2020 și s-au încheiat în aprilie 2021, cu un total de 387 de zile. Costul de producție al ambelor părți a fost estimat la 33 miliarde ₩.